# دوبریش
دوبریش (به چکی: Dobříš) یک شهرک، شهرستان دارای شهرک سابقاً روستا و شهرستان جمهوری چک در جمهوری چک است که در ناحیه پریبرام واقع شده‌است. دوبریش ۸٬۶۱۲ نفر جمعیت دارد.

## خواهرخوانده
شهرهای خلدروپ-میرلو و Tonnerre خواهرخوانده‌های دوبریش هستند.